# Acineta (Orchideen)
Die Gattung Acineta der Familie der Orchideen (Orchidaceae) umfasst etwa 15 Pflanzenarten, die alle in Süd- und Mittelamerika vorkommen. Die kleinen, ausdauernden Pflanzen wachsen meist epiphytisch.

## Beschreibung

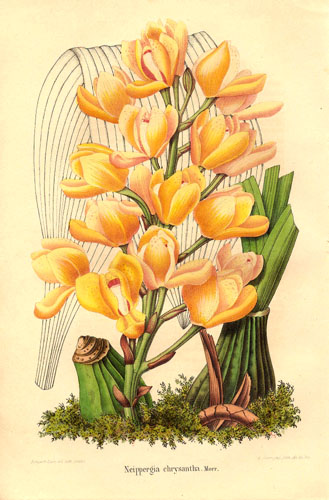
Acineta chrysantha, Illustration

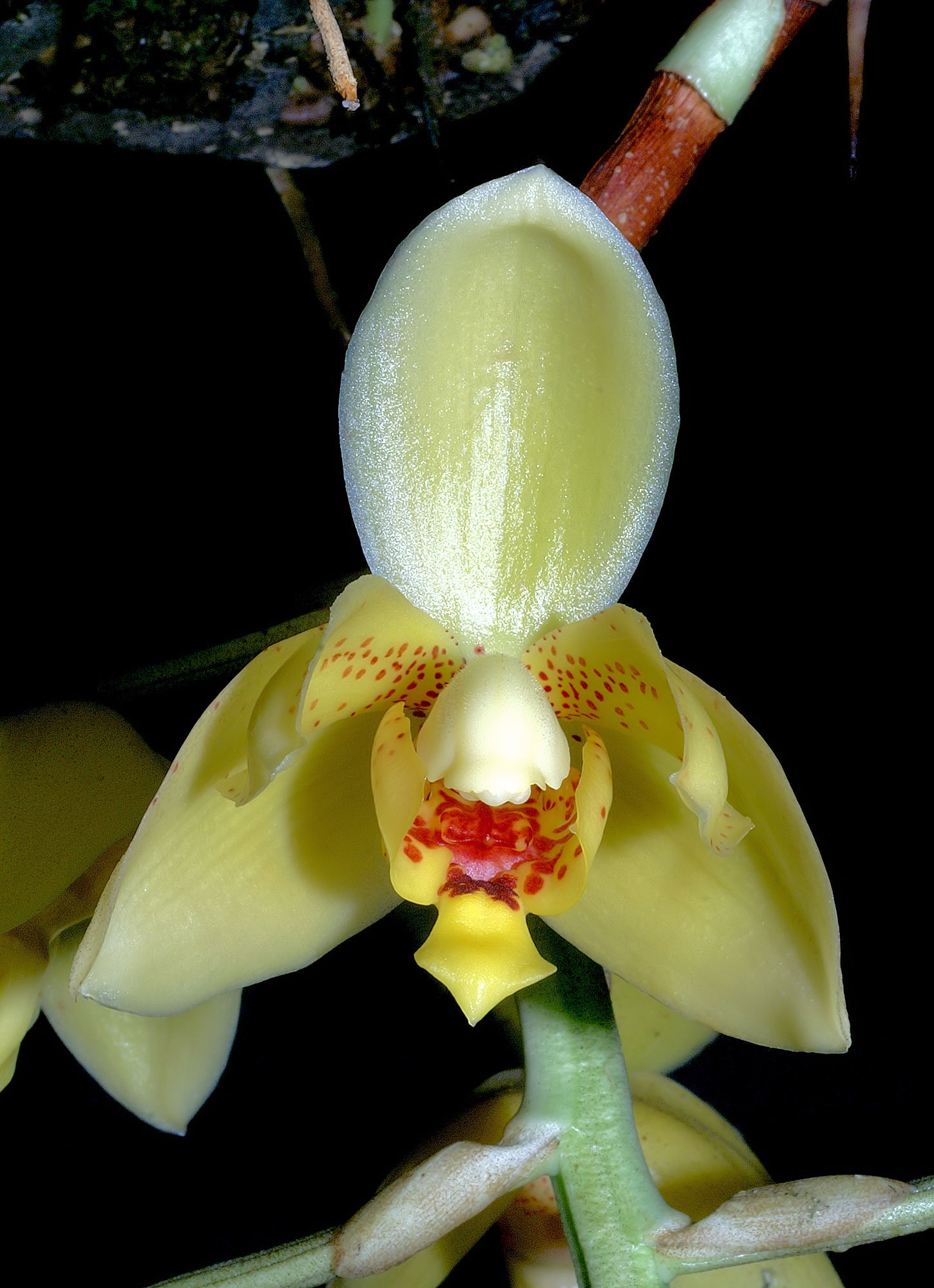
Acineta alticola

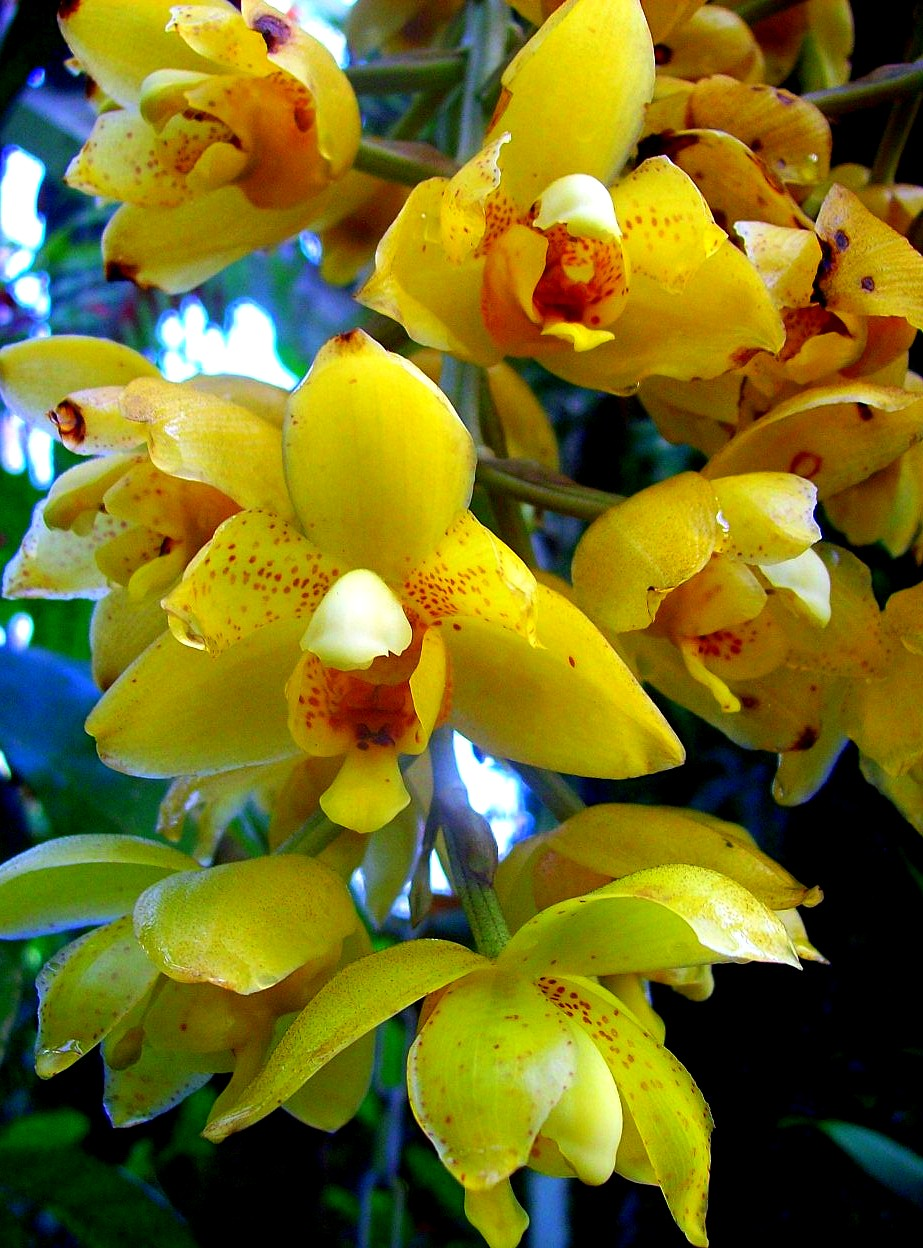
Acineta barkeri

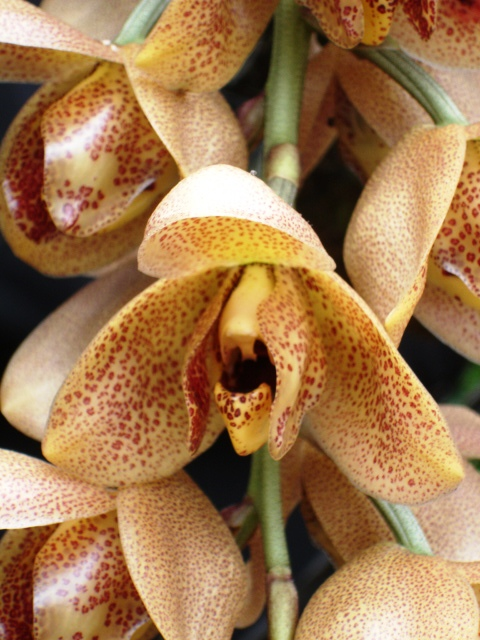
Acineta superba

Alle Arten dieser Gattung bilden an einem kriechenden Rhizom in kurzem Abstand Pseudobulben. Diese sind oval und seitlich etwas zusammengedrückt mit einem undeutlichen Grat auf jeder Seite; sie bestehen aus einem einzigen Internodium. Rhizom und Pseudobulben sind von Niederblättern umgeben, an der Spitze der Pseudobulben sitzen je zwei bis vier Laubblätter. Die Blätter sind plikat (gefaltet) und relativ dick, mit undeutlich auf der Unterseite sichtbarer Nervatur. Sie sind kurz gestielt und durch ein Trenngewebe von den Pseudobulben abgesetzt.
Der traubige Blütenstand erscheint seitlich aus der Basis der Pseudobulben und hängt nach unten. Die resupinierten Blüten sind fleischig, groß und auffallend gefärbt. Die drei Sepalen sind gleich geformt, gelegentlich sind die beiden seitlichen an der Basis miteinander und mit der Basis der Säule verwachsen. Die Petalen sind kleiner. Die Lippe ist dreilappig, am Grund (Hypochil) schmal und mit der Säule verwachsen, der Mittelteil mit zwei großen Seitenlappen, das Ende in einen kleineren, nur undeutlich abgesetzten Mittellappen auslaufend. Auf der Lippe befindet sich ein fleischiger Kallus. Die Säule ist gerade, manchmal an der Basis mit einer schmalen Verlängerung, an der die Lippe angewachsen ist („Säulen-Fuß“), manchmal mit seitlichen Flügeln. Das Staubblatt sitzt terminal und ist gegenüber der Säulenachse hinabgebogen. In einem Fach sitzen zwei harte Pollinien, über ein rechteckiges Stielchen mit einem zweigeteilten Haftorgan (Viscidium) verbunden. Das Viscidium ist am Ende um etwa 45° gebogen und wird vom Scutellum der Bienen, die die Blüten besuchen, gestreift. Das Viscidium klebt dann an der Rückseite des Thorax.
Die Arten der Subtribus Stanhopeinae werden generell von männlichen Prachtbienen (Euglossini) bestäubt. Bei Acineta dalessandroi kommt Selbstbestäubung vor, hier öffnen sich die Blütenknospen überhaupt nicht mehr.

## Verbreitung
Die Arten der Gattung Acineta kommen vom südlichen Mexiko bis nach Peru vor. Sie wachsen dort als Epiphyten in feuchten Wäldern in Höhenlagen von 500 bis 2200 Meter.

## Systematik
Innerhalb der Unterfamilie Epidendroideae wird die Gattung Acineta in die Subtribus Stanhopeinae eingeordnet. Schwestertaxon (oder so nahe verwandt, dass sie in Acineta eingeordnet werden könnte) ist die monotypische Gattung Vasqueziella, nahe verwandt sind weiter die Gattungen Lacaena und Lueddemannia.
Es wurden etwa 15 Arten in dieser Gattung beschrieben, wobei die Abgrenzung nicht immer sicher ist – bei einigen könnte es sich auch nur um Farbvarianten ein und derselben Art handeln.
- Acineta alticola C.Schweinf. (1951): Südliches Venezuela bis nördliches Brasilien.[2]
- Acineta antioquiae Schltr. (1917): Kolumbien.[2]
- Acineta barkeri (Bateman) Lindl. (1843): Mexiko bis Guatemala.[2]
- Acineta chrysantha (C.Morren) Lindl. (1850): Südost-Mexiko bis Panama.[2]
- Acineta confusa Schltr. (1917:) Mittelamerika.[2]
- Acineta cryptodonta Rchb.f. (1854): Kolumbien bis Venezuela.[2]
- Acineta dalessandroi Dodson (1984): Südliches Ekuador. Sie wird auch als Lueddemannia dalessandroi (Dodson) G.Gerlach & M.H.Weber in die Gattung Lueddemannia gestellt.[2]
- Acineta densa Lindl. (1851): El Salvador, Costa Rica, Panama, nordwestliches Kolumbien.[2]
- Acineta erythroxantha Rchb.f. (1854): Kolumbien bis Nordwest-Venezuela[2]
- Acineta hagsateri Salazar & Soto Arenas (2003): Mexiko.[2]
- Acineta hrubyana Rchb.f. (1882) (Syn.: Acineta beyrodtiana Schltr., Acineta hennisiana Schltr.): Kolumbien.[2]
- Acineta mireyae G.Gerlach & M.H.Weber (2003): Panama.[2]
- Acineta salazarii Soto Arenas (2003): Mexiko bis El Salvador.[2]
- Acineta sella-turcica Rchb.f. (1852): Costa Rica und Panama.[2]
- Acineta sulcata Rchb.f. (1879): wahrscheinlich Kolumbien.[2]
- Acineta superba (Kunth) Rchb.f. in W.G.Walpers (1863): Kolumbien, Ecuador, Peru, Venezuela, Suriname.[2]

## Kultur
Aufgrund der großen, farbigen Blüten sind die Pflanzen gelegentlich in Kultur zu finden. Weil die Blüten nach unten wachsen, müssen sie in durchlässigen Körben gepflanzt werden. In ihrer Heimat sind die Arten aufgrund von kommerziellen Sammlungen selten geworden.